# ACTL6A
ACTL6A (англ. Actin like 6A) – білок, який кодується однойменним геном, розташованим у людей на короткому плечі 3-ї хромосоми.  Довжина поліпептидного ланцюга білка становить 429 амінокислот, а молекулярна маса — 47 461.
| 10         |  | 20         |  | 30         |  | 40         |  | 50         |
| ---------- |  | ---------- |  | ---------- |  | ---------- |  | ---------- |
| MSGGVYGGDE |  | VGALVFDIGS |  | YTVRAGYAGE |  | DCPKVDFPTA |  | IGMVVERDDG |
| STLMEIDGDK |  | GKQGGPTYYI |  | DTNALRVPRE |  | NMEAISPLKN |  | GMVEDWDSFQ |
| AILDHTYKMH |  | VKSEASLHPV |  | LMSEAPWNTR |  | AKREKLTELM |  | FEHYNIPAFF |
| LCKTAVLTAF |  | ANGRSTGLIL |  | DSGATHTTAI |  | PVHDGYVLQQ |  | GIVKSPLAGD |
| FITMQCRELF |  | QEMNIELVPP |  | YMIASKEAVR |  | EGSPANWKRK |  | EKLPQVTRSW |
| HNYMCNCVIQ |  | DFQASVLQVS |  | DSTYDEQVAA |  | QMPTVHYEFP |  | NGYNCDFGAE |
| RLKIPEGLFD |  | PSNVKGLSGN |  | TMLGVSHVVT |  | TSVGMCDIDI |  | RPGLYGSVIV |
| AGGNTLIQSF |  | TDRLNRELSQ |  | KTPPSMRLKL |  | IANNTTVERR |  | FSSWIGGSIL |
| ASLGTFQQMW |  | ISKQEYEEGG |  | KQCVERKCP  |  |            |  |            |

A: Аланін

C: Цистеїн

D: Аспарагінова кислота

E: Глутамінова кислота

F: Фенілаланін

G: Гліцин

H: Гістидин

I: Ізолейцин

K: Лізин

L: Лейцин

M: Метіонін

N: Аспарагін

P: Пролін

Q: Глутамін

R: Аргінін

S: Серин

T: Треонін

V: Валін

W: Триптофан

Кодований геном білок за функціями належить до активаторів, регуляторів хроматину, фосфопротеїнів. 
Задіяний у таких біологічних процесах як транскрипція, регуляція транскрипції, пошкодження ДНК, репарація ДНК, рекомбінація ДНК, регуляція росту, нейрогенез, ацетиляція, альтернативний сплайсинг. 
Локалізований у ядрі.